# Sevu Reece
Sevuloni L. Reece, più noto come Sevu Reece (Nadi, 13 febbraio 1997), è un rugbista a 15 figiano, internazionale per la Nuova Zelanda, che gioca come tre quarti ala nella franchise dei Crusaders in Super Rugby.

## Biografia
Nato a Nadi nelle Figi, Reece si è dedicato da ragazzo all'atletica leggera come saltatore in lungo e velocista. Si è trasferito nel 2014 in Nuova Zelanda per frequentare la Hamilton Boy's High School dove ha iniziato a giocare a rugby. Dopo il diploma ha iniziato a giocare in una squadra locale, Melville, ed è stato selezionato per la rappresentativa provinciale di Waikato nel campionato nazionale Mitre 10 Cup.
Dalla stagione 2019 è entrato nella squadra professionistica dei Crusaders prima come sostituto a breve termine e poi nella formazione principale facendo il suo esordio a marzo. A causa dell'infortunio dell'ala titolare Manasa Mataele e tenendo conto del ritiro dall'attività agonistica di Israel Dagg, Reece è stato inserito nel 15 di partenza per il resto della stagione. Con i Crusaders ha vinto il campionato Super Rugby, mettendosi in mostra come il miglior marcatore di mete del torneo con 15 segnature.
Grazie alle brillanti prestazioni con i Crusaders, Reece si è guadagnato la convocazione con gli All Blacks debuttando come titolare nella partita vittoriosa contro l'Argentina il 20 luglio 2019.

## Palmarès
- Super Rugby: 3
Crusaders: 2019, 2022, 2023
- Super Rugby Aotearoa: 2
Crusaders: 2020, 2021